# Rei Kawakubo
Rei Kawakubo (川久保 玲, Kawakubo Rei), née le 11 octobre 1942 à Tokyo, est une styliste japonaise, fondatrice de la marque Comme des Garçons et une personnalité influente et respectée du domaine de la mode.
Elle est une des représentantes de l'Antimode des années 1980. Elle conçoit des créations avec une approche intellectuelle, loin des critères traditionnels de la beauté. Elle remet perpétuellement en question les principes établis. Ses vêtements androgynes aux montages étranges sont souvent plein de volumes et réfutent toute élégance ou féminité telle qu'elle est établie en Occident.
Rei Kawakubo reste une grande technicienne, maîtrisant textiles, matériaux et coupe, largement reconnue par ses pairs et par les médias, même si une grande perplexité reste de mise pour ces derniers. Ses collections, qualifiées au départ de look « Hiroshima Chic », et utilisant majoritairement des noirs, gris, puis rouges ou blancs, sont la référence du mouvement de la mode déconstructive. Ses collections présentées durant l'année 1981, 1997, puis 2012, ont plus particulièrement marqué l'histoire de la mode.
Elle est mariée à Adrian Joffe, devenu directeur général de la marque Comme des Garçons.

## Biographie

### Débuts
Rei Kawakubo nait en 1942. Son père est universitaire. En 1964, Rei Kawakubo sort diplômée de la prestigieuse Université Keiō, après avoir suivi des études de philosophie, littérature et beaux-arts,. Elle travaille au département publicité de l'entreprise Asahi Kasei, puis, déçue par ce métier, commence une activité de styliste indépendante sans jamais avoir reçu de formation pour la mode. Très tôt, ses créations sont influencées par le Wabi-sabi, le « beau dans l'imparfait » ainsi que par les traditions vestimentaires japonaises,.
Elle fonde la marque Comme des Garçons — allusion aux paroles de Tous les garçons et les filles de Françoise Hardy même si l'anecdote n'a jamais été confirmée — dans les années 1970. Elle présente sa première collection féminine et ouvre un point de vente à Tokyo. La vitrine ne montre rien, les vêtements sont au fond de la boutique et il n'y a pas de miroir. Sa première collection masculine, Comme des Garçons Man, arrive quelques années après. Rei Kawakubo est précurseur dans l'usage majoritaire — voire exclusif au début — du noir, couleur du deuil et du soir rarement présente dans les collections des stylistes ou couturiers durant cette époque. Son usage se répand dans les rues de Tokyo, le succès est là. Le noir va la suivre tout au long de sa carrière : toujours vêtue avec cette teinte, elle apparait en noir sur les photos, lors des interviews et celui-ci dominera ses créations durant de nombreuses années. Lorsque des couleurs se voient utilisées, c'est avant tout en monochromie.

### Premiers défilés de Paris

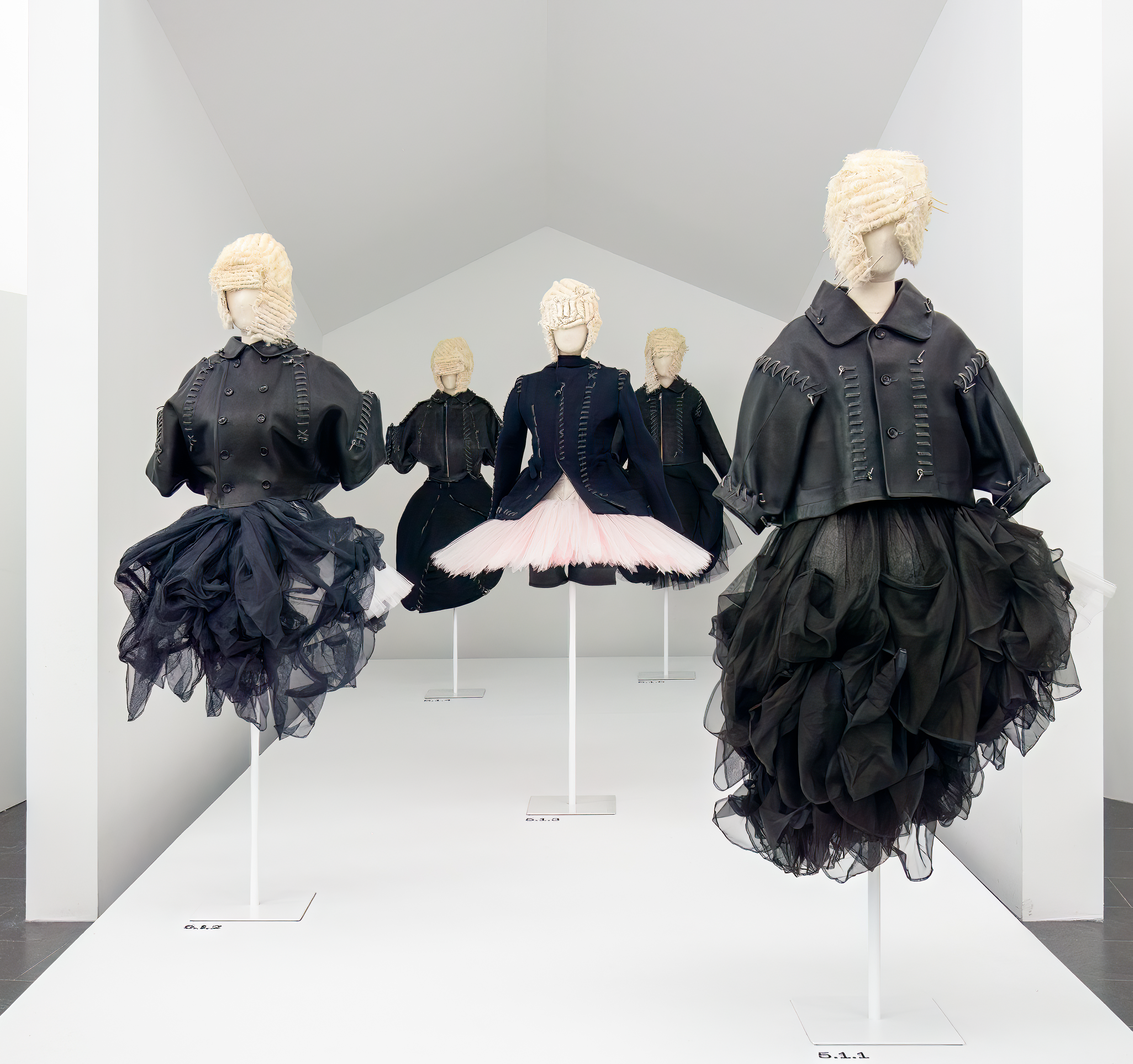
Comme des Garçons, exposition au MET en 2017.

Dans les années 1970 à 1980, avec Kenzo Takada, Issey Miyake ou Hanae Mori, une vague de stylistes japonais, remuant la mode occidentale, s'installe à Paris. Kenzo, précurseur, puis Miyake, ont ouvert les portes et plusieurs obtiennent une large reconnaissance,,. Ils seront plus d'une dizaine à défiler dans la capitale dans les années 1980,. Avec Issey Miyake et Yohji Yamamoto, Rei Kawakubo va former dans les années à venir un trio représentant un mélange entre l'Orient et l'Occident, à la fois contemporain et inspiré d'un classicisme propre à la culture japonaise. La styliste ne résiste pas à l'appel de Paris,. Elle y montre des vêtements « défaits, déconstruits, dépiécés ». Sa mode reste donc loin des « jeunes créateurs » français qui triomphaient à l'époque avec une mode flamboyante et colorée à base de silhouettes sexy et glamour,.
En marge de la Semaine du prêt-à-porter, elle présente Lace son premier défilé, au même moment que Yohji Yamamoto son mentor,. Ne pas être dans le calendrier officiel fait que ce défilé passe relativement inaperçu dans l'immédiat. 
Mais, la rumeur progresse jour après jour ,et le défilé se voit qualifié de « véritable choc » et de « provocation » ; celui-ci fait sensation, et efface tous les principes occidentaux sur la féminité alors en vigueur, comme tous les « canons esthétiques »,,. Pour les observateurs qui y ont assisté, parfois dubitatifs, ce premier défilé audacieux devient « cet électrochoc nippon laisse sans voix » ; mais dans les médias, il reste absent des colonnes. Outre Alaïa, Montana ou Mugler, peu de stylistes donnent leur avis, certains pariant même sur son absence d'avenir dans la mode. Pourtant, c'est bien une tempête que Rei Kawakubo a déclenchée,.
Déconcertant, personne ne s'attendait à un tel changement radical et peu de défilés ont autant bouleversé le domaine de la mode,. Celui-ci marque la fin de l'influence séculaire des créateurs parisiens sur les tendances mondiales, ainsi que l'abandon du bon goût et de l'élégance, passage obligé de la couture.
Une boutique Comme des Garçons ouvre dans la capitale française dès 1982,. Par la suite, Rei Kawakubo étend ses activités vers le mobilier,, dessinant, entre autres, durant une décennie, les sièges de ses boutiques.
Son second défilé, intitulé « Destroy », a lieu en 1982. Mais cette fois, la marque apparait dans le calendrier officiel. Comme le premier, le retentissement, la polémique même, est important, mais tous les médias sont alors au rendez-vous. L'élégance et la normalité sont une fois de plus mises à mal à travers des vêtements troués, des couleurs tristes, noires, des créations inachevées et des silhouettes difformes, s'éloignant une fois encore des préceptes du prêt-à-porter, : les mannequins défilent avec des peintures de guerre sur le visage, la musique est faite de tambours ; Rei Kawakubo veut démontrer ce qu'est la beauté dans une pauvreté vestimentaire et l'imperfection. Malgré la large répercussion dans les médias qui surnomme cette collection « New Wave of Beauty », des critiques se font entendre,. Son style d'alors, noir ou gris foncé,, reçoit un temps le surnom d'« Hiroshima Chic », de « post-atomic » ou de « mode clochard » pour les plus critiques. Pourtant Rei Kawakubo ne change rien à sa ligne créative. Elle devient la figure de proue du mouvement Anti-fashion ou « no fashion » des années 1980, et source d'inspiration de la tendance minimaliste des années à venir.

### Par la suite

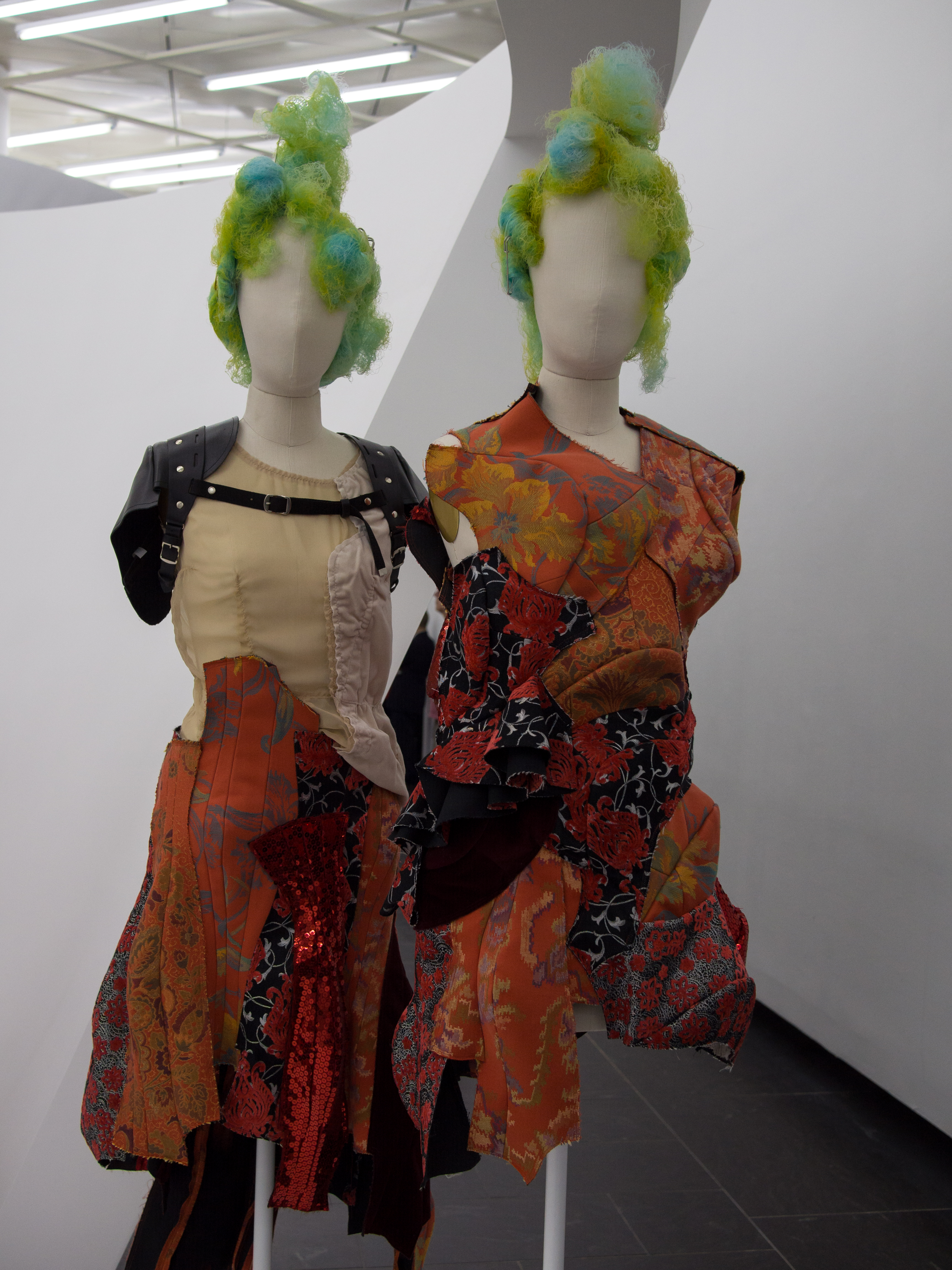
Comme des Garçons, exposition au MET en 2017.

Le centre Pompidou présente les créations de la styliste lors de l'exposition « Mode et photo » en 1986. Sept ans plus tard, le Kyoto Costume Institute intègre des créations de Rei Kawakubo dans ses collections. La même année, elle est récompensée par le Fashion Group International (en).
Junya Watanabe est le protégé de Rei Kawakubo. Il débute chez Comme des Garçons pour dessiner les produits « Tricot » de la marque. La créatrice lui laisse peu à peu, comme aux autres stylistes qui œuvrent pour sa marque tels Tao Kurihara, Jun Takahashi ou Fumito Ganryu plus tard, une grande part d'indépendance jusqu'à l'obtention d'une ligne à son nom,,. « Je leur ai donné la liberté de créer leur propre marque sous l'ombrelle de la société. C'est une manière de faire grandir CDG, un peu à la manière d'une guilde. » Ce développement incessant de nouvelles lignes aboutit à la création de dix-neuf labels différents, tous sous l'égide de Comme des Garçons et de Rei Kawakubo : « Je crée mon entreprise, pas seulement des vêtements. Les nouvelles idées porteuses de business, les stratégies de vente non conventionnelles et le développement des talents de la maison sont aussi des créations de Comme des Garçons. ». 
Durant trois ans, Rei Kawakubo supervise la publication de Six (pour Sixth Sense, sixième sens), revue créée et financée par Comme des Garçons. Alors que certains ne pensaient trouver qu'un outil de promotion, la publication est majoritairement ouverte à d'autres créateurs, mais également au design, à la danse, à l'architecture, aux arts plastiques ou à la littérature ; ce magazine bisannuel fait alors appel à des grands noms de la photographie et ne comporte aucun texte,.
Dans les années 1990, les teintes utilisées s'éclaircissent et le rouge entre notoirement dans ses collections. Après le lancement de plusieurs parfums, la styliste aborde ce nouveau siècle avec une série de collaborations diverses : avec Vivienne Westwood pour des produits vendus uniquement au Japon ou une ligne de sacs en collaboration avec Louis Vuitton afin de fêter les trente ans de la présence de la marque de maroquinerie au Japon. Elle dessine une collection capsule pour H&M, soulevant quelques critiques sur la démarche, puis pour Hermès avec deux collections minimalistes de onze carrés. L'expérience avec Louis Vuitton est réitérée quelques années plus tard. Rei Kawakubo fait, tout au long de sa carrière, d'autres collaborations pour Repetto ou Speedo pour exemples. En 2001, Elle ouvre, avec son mari, un premier concept store à Londres, dans le quartier de Mayfair, intitulé Dover Street Market (en). Celui-ci est suivi d'un deuxième cinq ans plus tard au Japon, à Ginza, mélangeant sculptures, objets insolites ou vêtements d'autres créateurs. Puis, en 2013, un troisième à New York sur Lexington Avenue, ainsi que d'autres dans diverses villes du monde.
Dans les années 2000, même si chaque collection est scrutée attentivement, les créations de Rei Kawakubo perdent de leur notoriété : elles se voient de moins en moins portées par les personnalités influentes. Son contrôle absolu de Comme des Garçon et son manque de communication finissent par lasser. Cette opacité est renforcée, lors des très rares interviews que donne Rei Kawakubo, par les réponses toutes aussi confuses qu'elle apporte : certaines sont simplement ponctuées de « oui » ou de « non » ; est reproché également son comportement souvent arrogant. Peu de photos (aucune depuis 2005), peu de paroles, sont les lignes directrices de sa discrétion,. Jamais elle ne vient saluer à la fin des défilés comme la tradition l'exige. Plus artiste que styliste, elle semble créer une collection afin de pouvoir seulement financer la suivante et réussir à surprendre,.

## Défilés notables

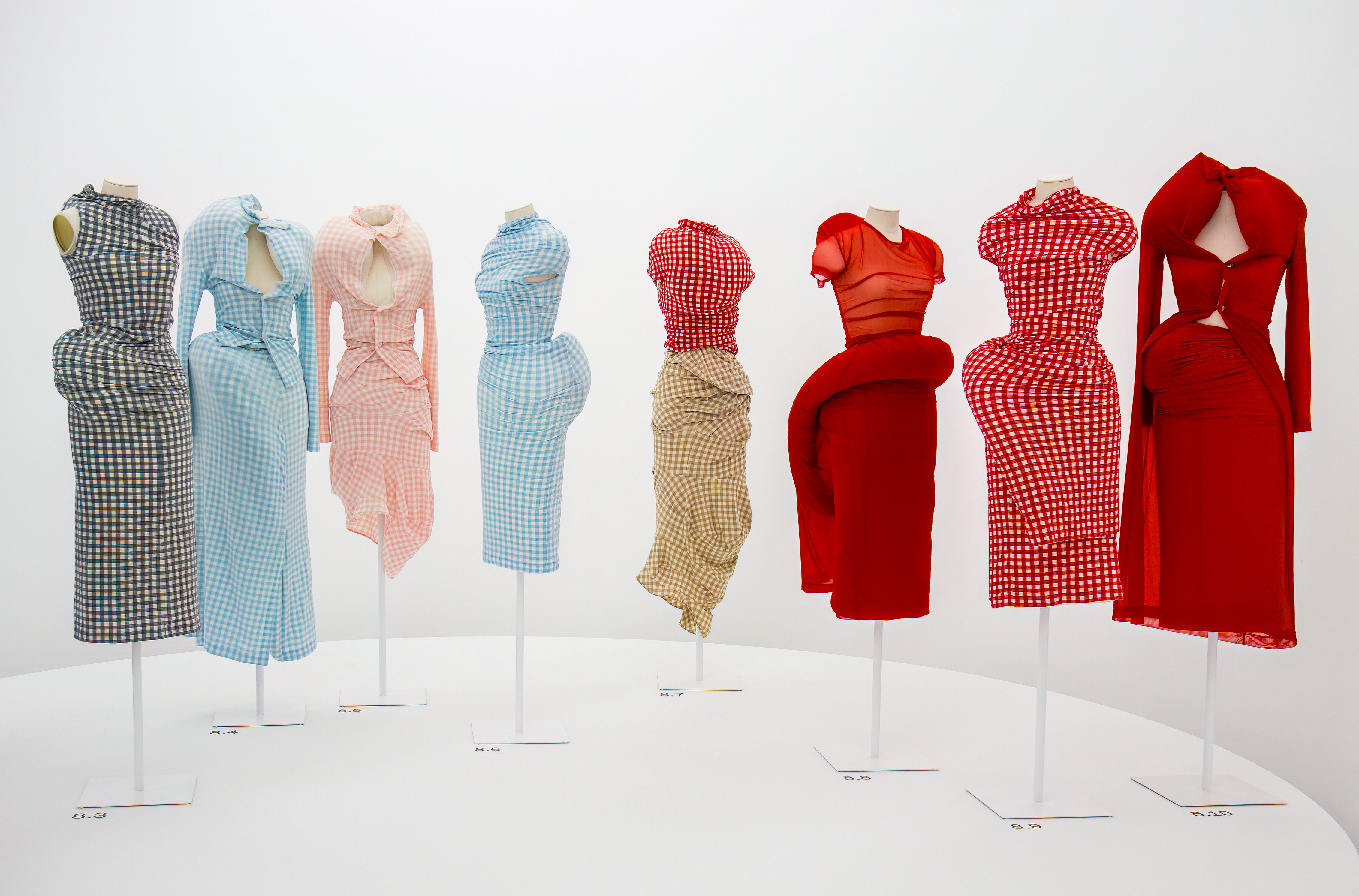
Comme des Garçons, exposition au MET en 2017. Collection Lumps & Bumps 1997.

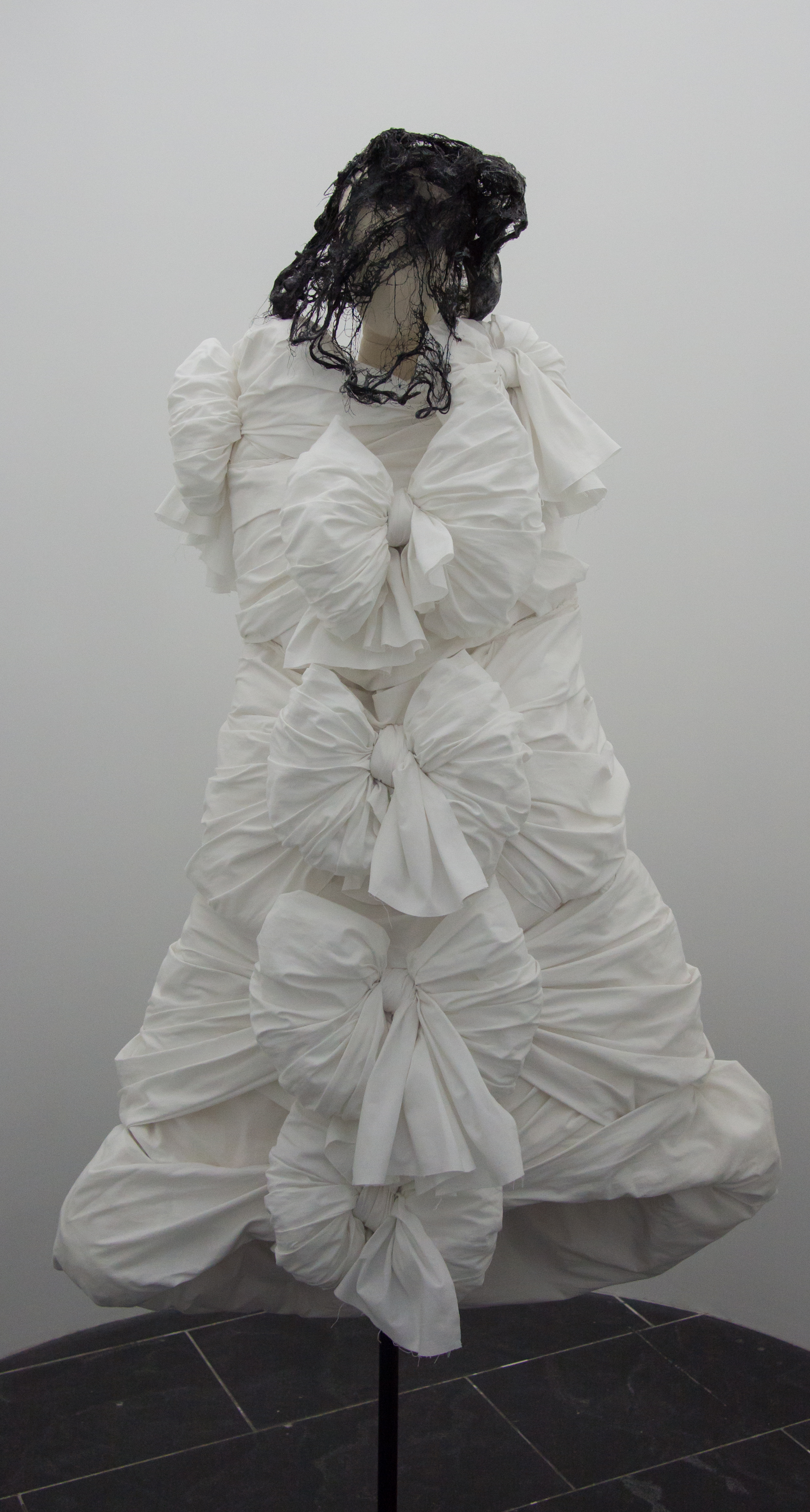
Robe blanche Comme des Garçons, exposition au MET en 2017.

Ses défilés, pourtant très courus par les médias et acheteurs, sont toujours abscons, les vêtements ou le message présentés étant difficiles à cerner. Ceux-ci laissent perplexes, interloqués ou agacés la plupart des journalistes,,, et tous ne sont pas enthousiastes. Un proche de Rei Kawakubo souligne pour l'anecdote : « l'émotion de ses défilés est si forte que certaines rédactrices se mettent à trembler. j'ai même vu Grace Coddington en pleurs ». Au delà des vêtements, l'évènement dérange dans sa scénographie : « les mannequins défilent les cheveux hirsutes et apparaissent presque sales, non apprêtés, sans maquillage. » Des journalistes s'y rendent sans réellement savoir pourquoi ils y vont et ce qu'ils vont y trouver. « À la sortie, certains rient, d'autres s'interrogent, d'autres encore hurlent au génie » comme le résume Libération. Année après année, les présentations se déroulent de façon intimiste car, comme le souligne le New York Times, « multiplier les chiffres de fréquentation de ses défilés ne fait qu'augmenter le nombre de personnes qui ne comprennent pas ».
Malgré tout, chaque collection s'impose dans l'histoire de la mode et marque nombre de créateurs, certaines de façon plus notable comme — outre les défilés de 1981 et 1982 — celle de 1992 avec ses robes froissées ressemblant à du papier,, puis en 1995 la controversée collection « Sommeil » avec des pyjamas ressemblant aux uniformes d'Auschwitz,,. 
La suivante, Lumps & Bumps en 1997 est faite de silhouettes désordonnées aux formes proéminentes et asymétriques.
Les collections 2004 avec leurs volumineuses jupes, puis la suivante Broken Bride remettant en cause la suprématie de la robe de mariée, sont également remarquées. La collection printemps-été 2005, décrite par Rei Kawakubo comme « Harley-Davidson aime Margot Fonteyn », laisse un sentiment dubitatif aux observateurs ; elle montre un mélange de tutus et de blousons rigides en cuir,.
La collection printemps-été 2012, White Drama, où le blanc domine,, est considérée comme « l'une des plus achevées de la créatrice ». En opposition, la suivante est extrêmement colorée.
Le Vogue américain décrit la présentation automne-hiver 2017 comme « une lente procession de jeunes femmes, les bras souvent liés au corps, leur donnant des allures de mannequins de couturières, sont emmaillotées dans des couches bulbeuses et ondulantes, rendues dans ce qui pourrait être un matériau isolant ou du papier d'aluminium ou une substance rappelant un sac en papier brun. » Anna Cleveland clôture ce qui tient plus de la performance artistique que du défilé de mode.

## Style

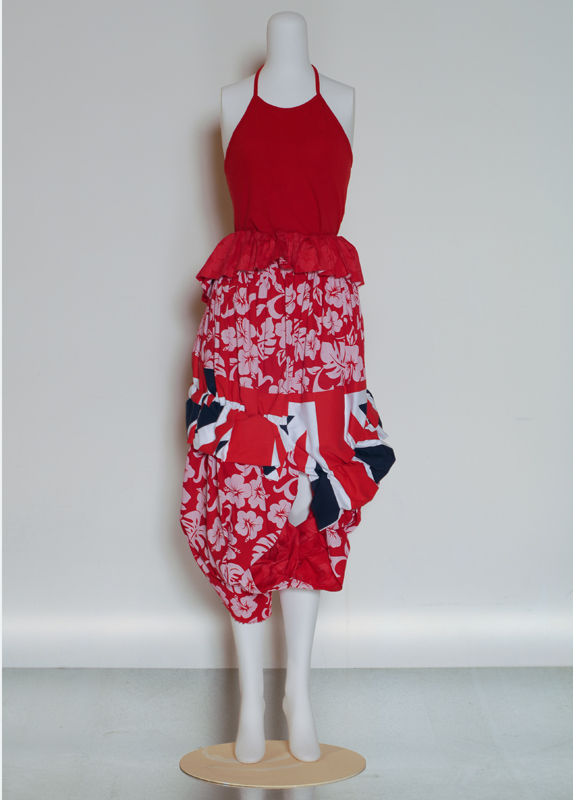
Comme des Garçons, robe en rouge, blanc, bleu. Collection prêt-à-porter printemps-été 2006.

Ses vêtements vont à l'opposé des principes établis de l'esthétisme et de la beauté, travaillant « sur de nouvelles formes de beauté, même si elles ne sont pas toujours comprises. » Malgré tout, elle conserve parfois une approche féminine et raffinée. Pourtant, nombre de ses vêtements sont asexués,. Mais l'aspect seul de ses créations novatrices et à contre-courant n'est rien sans son usage maitrisé des textiles, de la texture et de certains matériaux. « J'aimerai trouver ce que personne n'a jamais trouvé » dit Rei Kawakubo, ajoutant que « moi j'ai toujours tendu mes efforts vers quelque chose qui n'existait pas », car « ce que je veux, c'est faire à chaque fois des vêtements […] que je n'ai jamais vus auparavant » : la recherche, l'expérimentation, l'invention sont les fils conducteurs de ses collections et elle remet perpétuellement et annuellement en question la mode ; l'imperfection, l'éphémère, l'incomplet, le désordre ou l'asymétrie, sont les composants de ses créations, ainsi que parfois l'esthétique boro consistant à montrer des vêtements largement usés. « Je n'ai pas de définition de la beauté. je n'ai pas d'idée bien arrêtée sur ce qu'est la beauté, et mon opinion sur le sujet change constamment. » Pourtant, sous l'apparence de vouloir déroger aux règles, certains volumes, certaines formes ou structures traditionnelles sont présentes dans les créations de Rei Kawakubo ; ceux-ci restent largement détournés ou réinterprétés, modifiant ainsi profondément la silhouette, l'attitude et la démarche.
Rei Kawakubo est parfois comparée à Alaïa, que ce soit anecdotiquement à cause de sa petite taille, son rapport au côté artisanal de la création, mais surtout par le fait d'avoir réussi à s'imposer dans la mode loin des grands groupes et en dehors des contraintes de ce domaine : « En ce qui concerne la mode, je n'ai jamais imaginé suivre le moindre système ni me conformer à une quelconque règle, que ce soit à mes débuts ou à présent. » Elle est également mise en parallèle avec Hussein Chalayan, tous deux possédant une approche intellectualisée de la mode, avec Martin Margiela qui aborde lui aussi la création de vêtements « déconstructionnés », ou encore Alexander McQueen pour le message philosophique ou politique parfois intégré à ses défilés.

### Reconnaissance

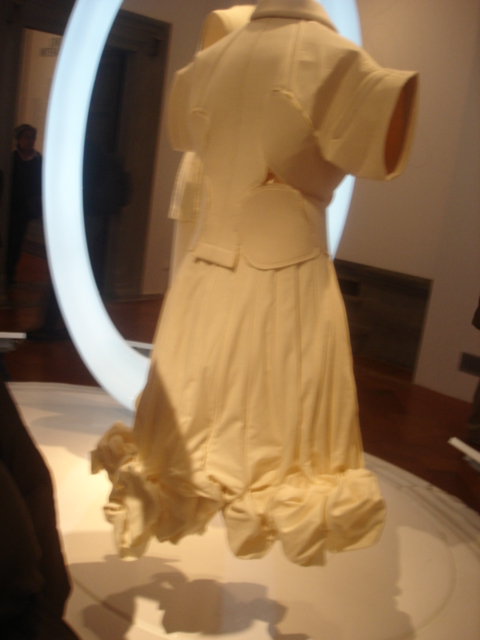
Robe Comme des Garçons en 2007 dans un musée à Florence.

Olivier Saillard, directeur du musée Galliera précise que « pour tous les couturiers, elle est un peu le maître. Sur le plan créatif, c'est elle qui est le plus regardée. ». En mélangeant art et mode, elle a révolutionné la mode. Elle a acquis au cours des années une réputation d'« intellectuelle et de cérébrale » de la mode. Pourtant, dans un discours pouvant s'apparenter à une forme de défense, elle refuse ce rapport entre mode et art, précisant que « la mode n'est pas un art. L’œuvre d'art n'a qu'un seul acquéreur, alors que le vêtement appartient à une série, et s'inscrit dans un phénomène social. » Rejetant les étiquettes ou stéréotypes, parfois décriée, toujours innovante et surprenante, Rei Kawakubo reste difficile à classer,. « Rei Kawakubo incarne l'une des grandes forces de la mode des dernières décennies du XXe siècle jusqu'à ce jour. Elle est trop originale pour pouvoir être à jamais classée ».
Rei Kawakubo — ainsi que sa marque — restent, depuis plusieurs décennies, une influence majeure pour ses pairs,,,,,,,, défiant année après année les codes et conventions de la mode occidentale,,. Plusieurs stylistes lui vouent une « admiration » sans limite, tels Marc Jacobs, Martin Margiela, Helmut Lang ou Phoebe Philo,. Son héritage, comme celui d'autres créateurs japonais, se ressent dans la mode occidentale, par l'usage des superpositions, la dominance des matières au delà de la couleur, les créations asymétriques et également « une certaine amplitude des vêtements ». 
Comme le souligne Loïc Prigent, une styliste déroutante mais respectée. Ce respect dont elle dispose de nos jours est à l'opposé du rejet de ses débuts. Sous son égide et celle de son mari Adrian Joffe, Comme des Garçons s'est approprié « une place unique », impactant la mode féminine de la fin du XXe siècle et engendrant nombre de changements stylistiques.

### Adrian Joffe
Adrian Joffe est né en Afrique du Sud. Débutant comme directeur commercial en 1987, il devient président de Comme des Garçons et des concept stores Dover Street Market.  Il lui permet ainsi d’étendre le développement de la marque et de l'entreprise Comme des garçons. Rei Kawakubo et Adrian Joffe se sont mariés, à Paris, en 1993  ; elle est habillée pour l'occasion en blanc et noir. C'est également Joffe qui sert de traducteur lors des rares interviews de la créatrice. Il précise que son rôle reste d'« essayer d'aider Rei Kawakubo à incarner sa vision. […] Moi, je suis là pour interpréter et transformer ces créations en stratégies commerciales. Chez Comme des Garçons, il ne peut y avoir de business sans inventivité. » Il explique que : « Rei garde un contrôle total sur tout, de l'idée initiale au résultat final, en particulier pour tout ce qui est visuel. Et pour le côté commercial des choses, elle me laisse cela. »